# Oliver Dulić
Oliver Dulić (Beograd, 21. siječnja 1975.), srbijanski je političar, liječnik (ortopedski kirurg) i nekadašnji vaterpolist bunjevačkoga hrvatskog podrijetla.

## Životopis
Rođen je u Beogradu 1975. godine. Odrastao je i živi u Subotici u kojoj je pohađao osnovnu školu. Zaposlen na odjelu ortopedske kirurgije i traumatologije subotičke bolnice. 
Bio je jedan od vođa studentskih prosvjeda 1996./1997. zajedno s Čedomirom Jovanovićem, ujedno i jedan od osnivača Studentske inicijative, organizacije koja je bila jedan od suosnivača Studentskoga pokreta „Otpor”. Član je predsjedništva Demokratske stranke i bio je predsjednik Narodne skupštine Republike Srbije od 23. svibnja 2007. godine do 25. lipnja 2008. godine.
7. srpnja 2008. godine izabran je za ministra životne sredine i prostornoga planiranja Vlade Srbije.
Izjašnjavao se Jugoslavenom, ne poričući da je hrvatskoga podrijetla. Pored srbijanskoga, ima i hrvatsko državljanstvo.
Petnaest se godina bavio vaterpolom, još 2007. godine igrajući u 1. srbijanskoj vaterpolskoj ligi za subotički Spartak.
Brat Modest Dulić, također član DS-a, pokrajinski je ministar za šport u Vojvodini.

## Državne funkcije
- predsjednik Skupštine Srbije (svibanj 2007. - lipanj 2008.)
- ministar životne sredine i prostornog planiranja (srpanj 2008. -?)

## Vanjske poveznice
- Globus  Arhivirana inačica izvorne stranice od 14. srpnja 2007. (Wayback Machine) Predsjednik Skupštine Srbije
- Globus[neaktivna poveznica] Predsjednik Skupštine Srbije, str. 2.